# Svallerup Sogn
Svallerup Sogn er et sogn i Kalundborg Provsti (Roskilde Stift).
I 1800-tallet var Svallerup Sogn et selvstændigt pastorat. Det hørte til Ars Herred i Holbæk Amt. Svallerup sognekommune blev ved kommunalreformen i 1970 indlemmet i Gørlev Kommune, der ved strukturreformen i 2007 indgik i Kalundborg Kommune. 
I Svallerup Sogn findes Svallerup Kirke.
I sognet findes følgende autoriserede stednavne:
- Bjerge (bebyggelse)
- Bjerge By (bebyggelse, ejerlav)
- Bjerge Nordstrand (bebyggelse)
- Bjerge Sydstrand (bebyggelse)
- Bjerge Ås (bebyggelse)
- Fredskoven (bebyggelse)
- Gormsgårds Strandplantage (bebyggelse)
- Havnemark (bebyggelse)
- Holmen (bebyggelse)
- Ornum Strand (bebyggelse)
- Osen (areal)
- Præstemark (bebyggelse)
- Rolighed (bebyggelse)
- Strandlyngen (bebyggelse)
- Svallerup (bebyggelse)
- Svallerup By (bebyggelse, ejerlav)
- Tremandsmarken (bebyggelse)
- Urhøj (areal)
- Østervang (bebyggelse)
- Ågerup (bebyggelse)